# La Ville au bord de l'éternité
La Ville au bord de l'éternité, aussi connu sous le nom de Flashback, (City on the Edge of Forever en version originale) est le septième épisode de la deuxième saison de la série animée South Park ainsi que le vingtième épisode de l'émission.

## Synopsis
Le bus scolaire est coincé face à une falaise. Mlle Crabtree va "chercher de l'aide" et devient alors une vedette. Pendant ce temps, les enfants se souviennent de leurs aventures, mais ce dernier n'était qu'un rêve de Stan.